# Evax carpetana
Evax carpetana  es una especie  de planta con flor de la familia de las Asteraceae.

## Descripción
Desprovista de vivos colores y con un tamaño mínimo, la evax es una de esas plantitas que pasan totalmente desapercibidas en la multicolor primavera. No se levanta más allá de los 5 cm. Sus hojas son tomentosas; las de la roseta de 7-18 mm, linear-lanceoladas u oblongo-espatuladas, algo rígidas; las superiores de 5-14 x 1-2,5 mm. Inflorescencia sentada de diminutas flores amarillentas hundidas en la roseta. Brácteas involucrales de 4-4,5 mm, ovales, pelosas en el dorso, con arista de 1,5-2 mm. Frutos muy comprimidos, con pelos largos. Florece en primavera.

## Distribución y hábitat
En la península ibérica. Vive en suelos raquíticos, arenosos y mínimos en los que, gracias al tempero primaveral, puede cumplir su corto ciclo vilta.